# Lars Bergman (nationalekonom)

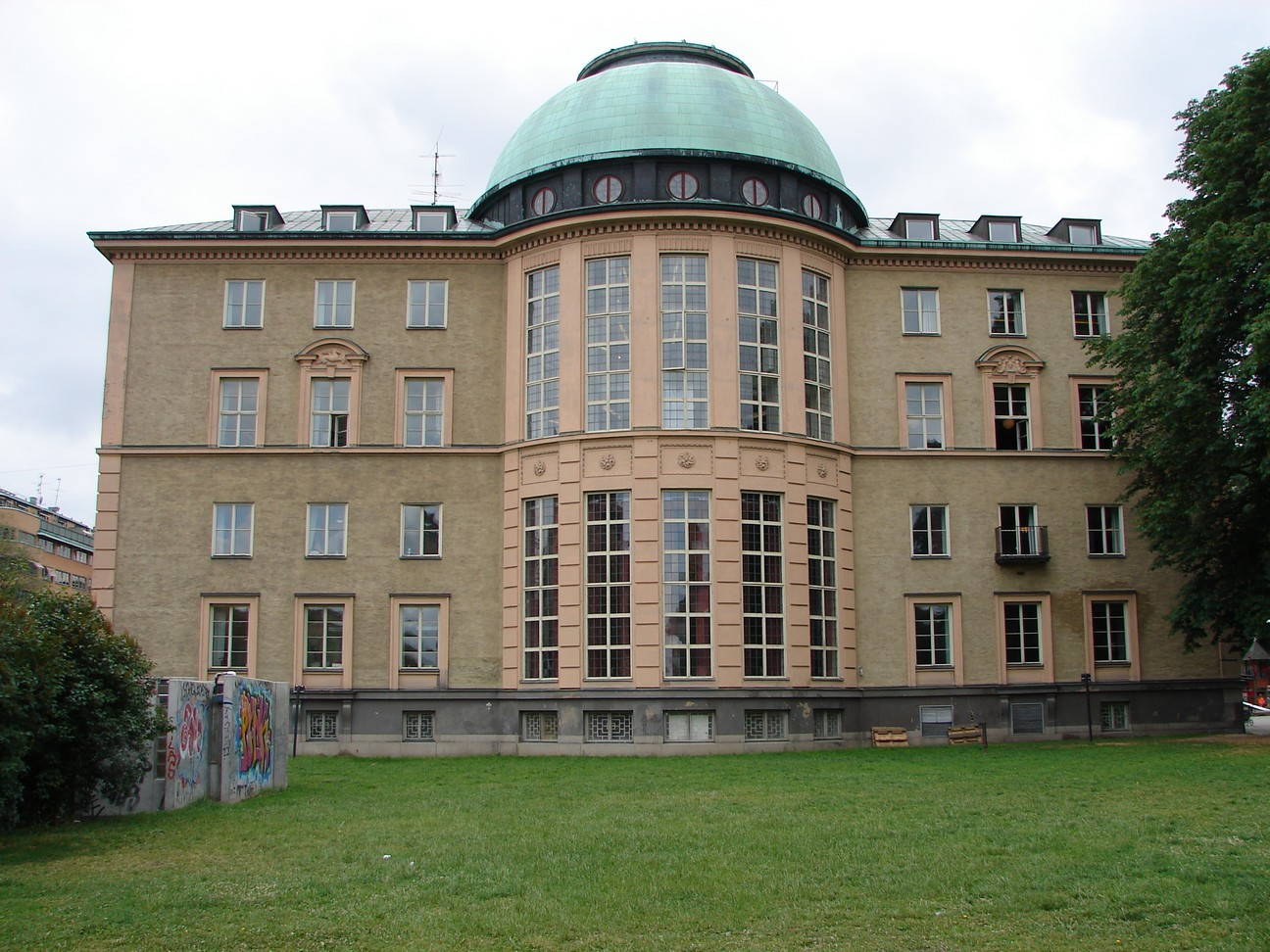
Lars Bergman var rektor för Handelshögskolan i Stockholm mellan 2004 och 2012.

Lars Olov Bergman, född 24 juni 1945, är en svensk nationalekonom,  professor emeritus och tidigare rektor vid Handelshögskolan i Stockholm. Han disputerade 1977 vid Ekonomiska forskningsinstitutet vid Handelshögskolan med avhandlingen "Energy and economic growth in Sweden" och blev filosofie doktor.
Bergman utnämndes 1984 till professor i nationalekonomi vid Handelshögskolan och var sedan rektor för skolan mellan 2004 och 2012. Bergman blev ledamot av ekonomisektionen vid Ingenjörsvetenskapsakademien 1995. Han är även vice ordförande i International Association for Energy Economics